# パシフィック・サーフライナー
パシフィック・サーフライナー (英語: Pacific Surfliner) は、アメリカ合衆国の南カリフォルニアで運行されているアムトラックの列車である。サンルイスオビスポとサンディエゴ間の560kmを約8時間半で結ぶ。この列車はカリフォルニア州交通局 (Caltrans)を通じて州の資金援助を受けて運行されており、アムトラック・カリフォルニアのブランドが付いた路線の一つである。
コーチとビジネスの2クラスがあり、車内には荷物棚、折りたたみテーブルとフット・レスト付のリクライニング・シート、読書灯、トイレ、無線LAN、120Vのコンセントを備え、軽食と飲み物が買えるカフェ車が設けられている。そのほか、自転車の搭載場所、Wifiスポット、車椅子用のリフトを装備している。
2013年度の1日利用者数は7,413人であり、アムトラックの路線の中ではノースイースト・リージョナル、アセラ・エクスプレスに続いて3番目に利用者が多い。

## 概要
アッチソン・トピカ・アンド・サンタフェ鉄道はかつてロサンゼルス - サンディエゴ間でサンディエガンという列車を運行していたが、1971年に発足したアムトラックがその列車の運行を引き継いだ。1988年に運行区間は北にサンタバーバラまで、更に2000年にはサンルイスオビスポまで拡大した。これに伴いサンディエゴに因む"サンディエガン"という名称はこの列車には合わなくなったので、"パシフィック・サーフライナー"という名称に変更された。
サンディエゴ - ロサンゼルス間には1日に各方向に11本の列車が運転されている。ロサンゼルスより北を走る列車は、ゴリータ(サンタバーバラの北隣の駅)折り返しが3本、サンルイスオビスポ折り返しが2本である。
- 本数は平日と休日でおなじだが発着時刻が変わる列車がある。
- ゴリータ終着・始発の列車にはサンルイスオビスポとの間に連絡バスが接続している。
- サンディエゴ - ロサンゼルス間の列車のうち、ロサンゼルス - サンタバーバラ間をバスで連絡する列車が両方向1日2本ずつある。
- 列車によってはメトロリンクとの接続が考慮されている。
- サクラメントからキャピトル・コリドー、連絡バス、パシフィック・サーフライナーと乗り継いでサンディエゴまで行く(またはその逆)の場合の連絡時刻が案内されている。

## 駅一覧

パシフィック・サーフライナー (interactive map)

- サンルイスオビスポ
- グローバー・ビーチ
- グアダルペ
- ロンポク
- ゴリータ
- サンタバーバラ
- カーピンテリア
- ベンチュラ
- オックスナード
- カマリロ
- ムーアパーク
- シミバレー
- チャッツワース（英語版）
- ノースリッジ
- バンナイズ
- バーバンク
- グレンデール
- ロサンゼルス・ユニオン駅
- フラートン
- アナハイム
- サンタアナ
- アーバイン
- サンフアン・カピストラノ
- オーシャンサイド
- カールスバッド・ビレッジ
- カールスバッド・ポインセチア
- エンシニータス
- ソラナビーチ
- ソレントバレー
- サンディエゴ・オールドタウン
- サンディエゴ・サンタフェ駅

## 車両

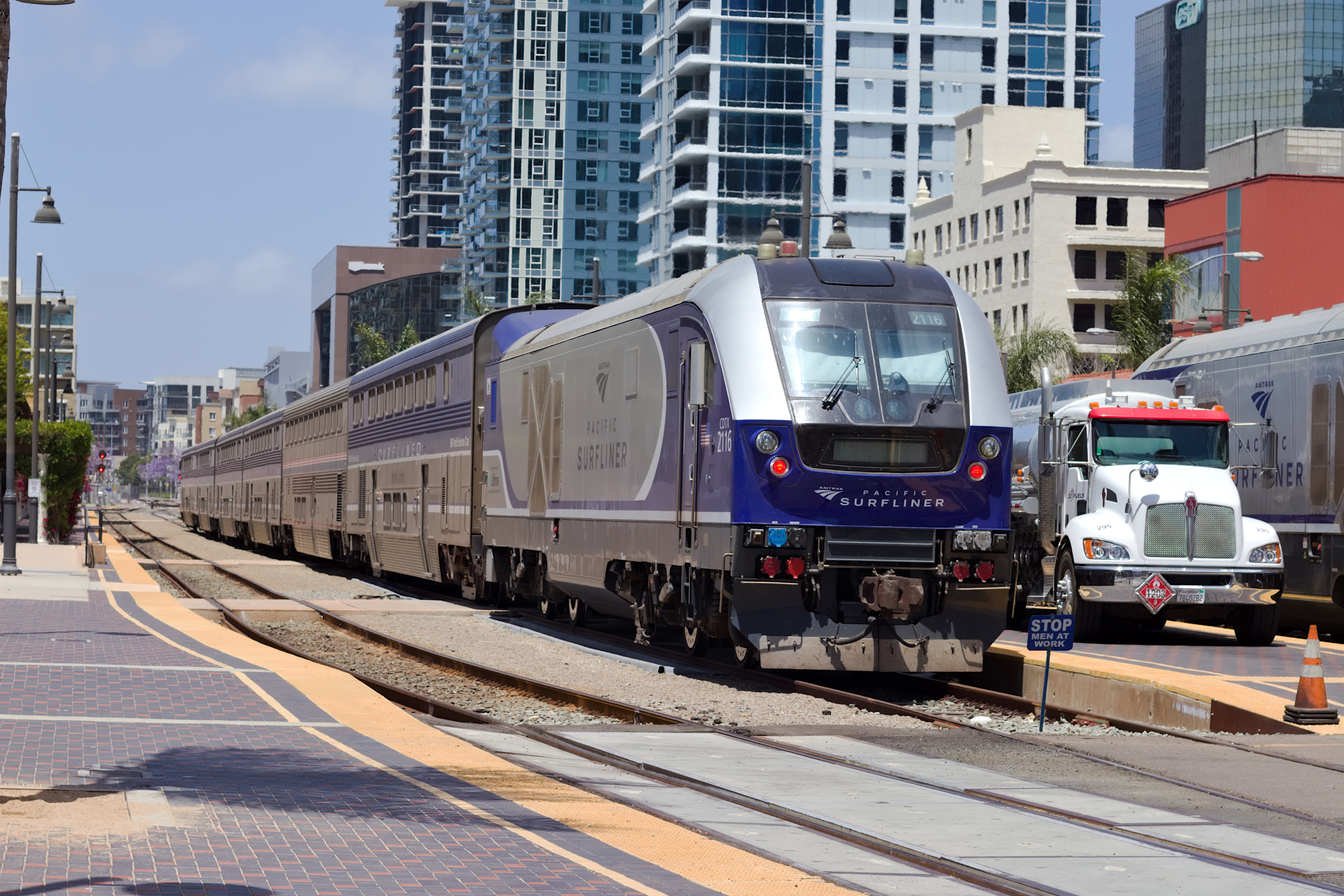
サンタフェ駅にて

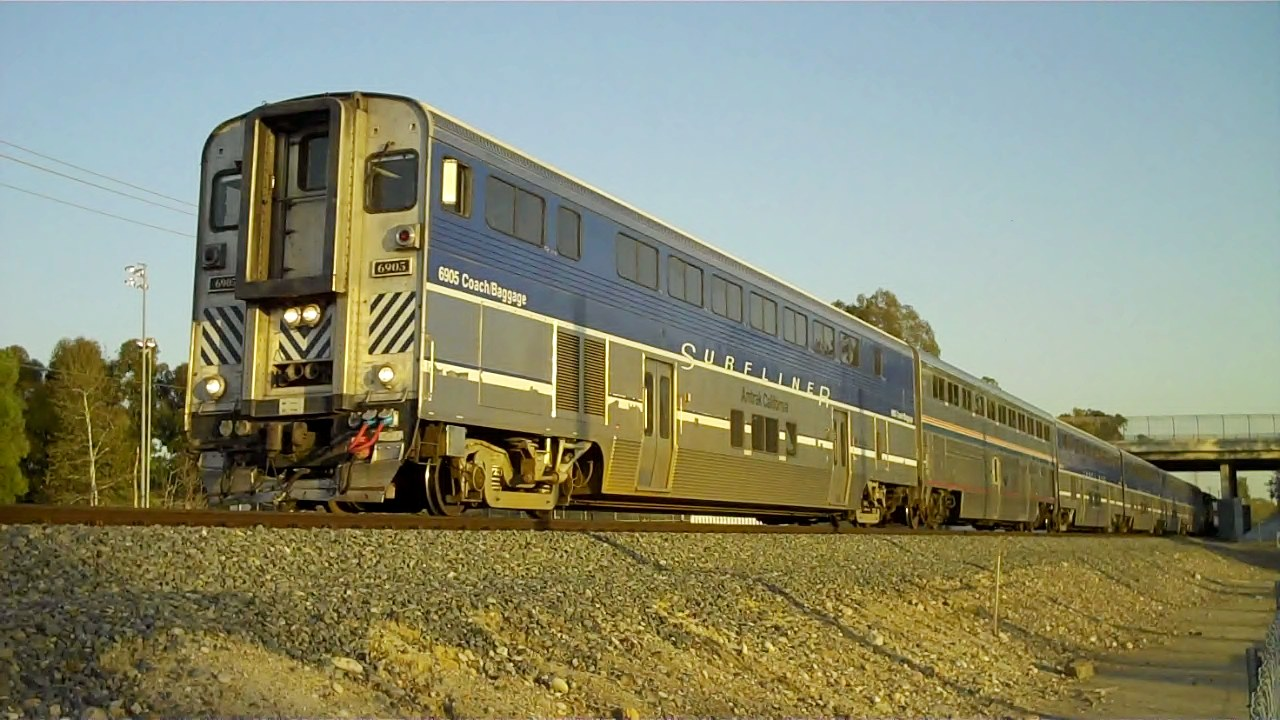
パシフィック・サーフライナーの先頭に立つキャブカー(AMTK #6905)
レイク・フォレストにて

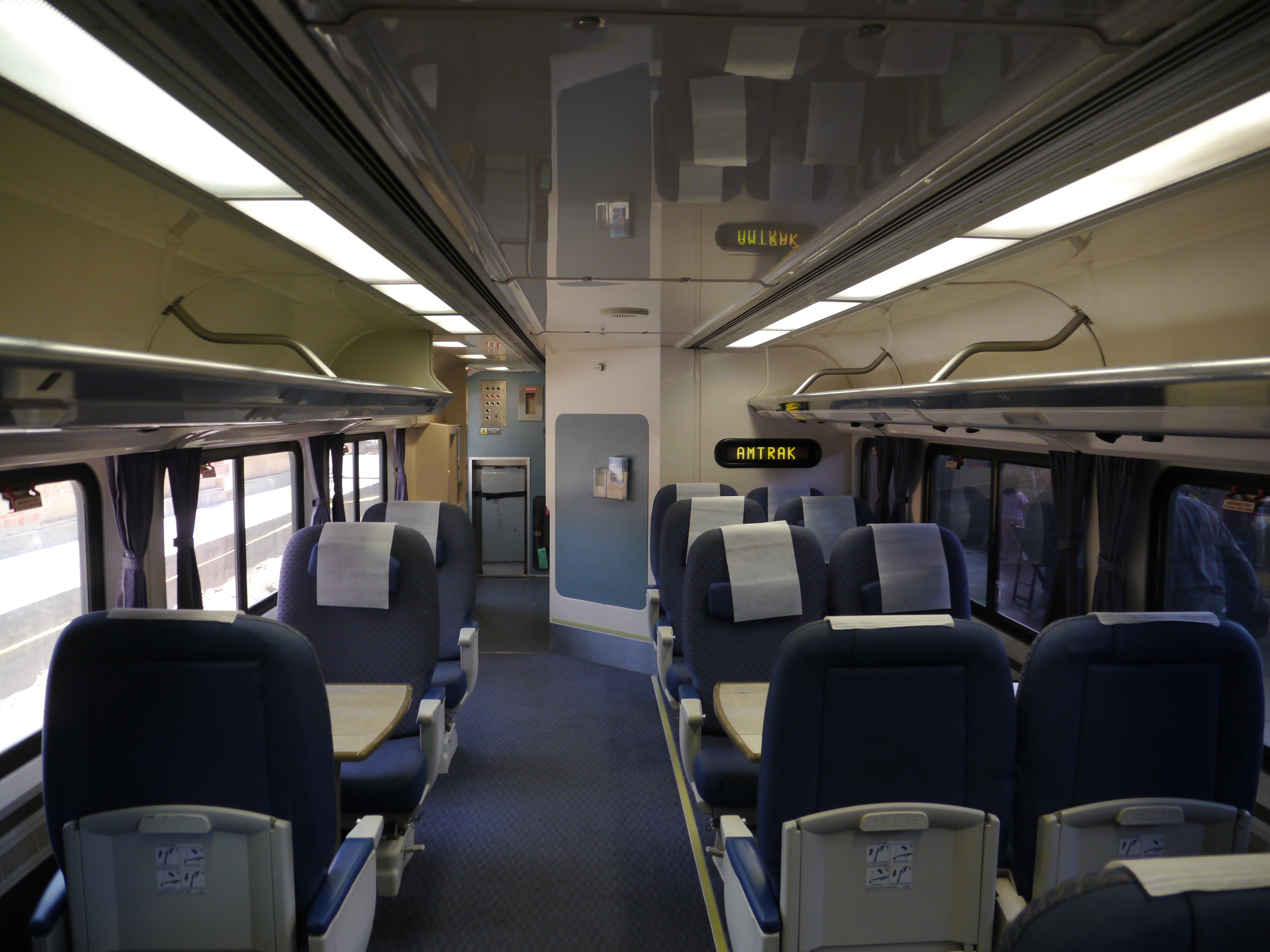
ビジネスクラス

この列車は2階建て客車、サーフライナーを使用している。塗装はこの路線専用の青と銀色の塗り分けである。この客車にはアムトラック(AMTK)所有のものとCaltrans(CDTX)所有のものがある。各編成は機関車、ビジネスクラス・カー、3両のコーチ、コーチ/カフェ(合造車)、キャブカー(制御客車。コーチ/荷物置き場/運転室を備えた合造車)より成り、プッシュプル方式で運転されている。ロサンゼルスのユニオン駅は行き止まりになっているので、そこで列車の進行方向が変わる。そのため場所と進行方向にかかわらず常に制御客車がロサンゼルスの方を向くようになっている。行き止まり型の駅は効率が悪いのでユニオン駅の一部を通過型に改良するプロジェクトが進行中である。
利用者の増加からコーチを3両にしているが、サーフライナーが足りず、長距離用のスーパーライナーがしばしば連結されている。しかし、スーパーライナーは自動ドアではないので、自動ドアを備えたサーフライナーのコーチとキャブカーの間に連結して対処している。
車両不足への対応としてはまた6両編成のアムフリート I(Amfleet I)またはホライズン(Horizon)も使われている。その編成では後部にキャブカーではなく、無動力制御車(F40PH機関車の動力部を取り払い、荷物置き場にした制御車)が連結される。
この列車の運転に用いられる機関車はすべてアムトラック所有のもので、サーフライナーに合わせた塗装のEMD F59PHIが充てられている。しかし時には運用の都合で他の長距離列車用のP42DCが使用されることもある。
機関車、客車共に新型車両への置き換えが進行中であり、機関車はシーメンス・モビリティの新型機関車「シーメンス・チャージャー」に置き換えられた。
客車はシーメンス・モビリティのSiemens single-level carsの予定である。

## 線路所有者
- ユニオン・パシフィック鉄道: サンルイスオビスポ - ムーアパーク
- 南カリフォルニア地域鉄道局(SCRRA、メトロリンク): ムーアパーク - ロサンゼルス
- BNSF鉄道: ロサンゼルス - フラートン
- 南カリフォルニア地域鉄道局(SCRRA、メトロリンク): フラートン - オレンジ郡/サンディエゴ郡境界
- 郡北部交通広域連合(NCTD、コースター): オレンジ郡/サンディエゴ郡境界 - サンディエゴ